# タデイ・ヴァリャヴェツ
タデイ・ヴァリャヴェツ（Tadej Valjavec、1977年3月14日- ）は、スロベニア、クラーニ出身の自転車競技選手。

## 経歴
1999年
- ベビー・ジロ（ジロ・デ・イタリアのアンダー23（U-23）に相当するレース）で総合優勝。

2000年、ファッサ・ボルトロと契約を結んでプロロードレース選手となる。
2002年
- セッティマーナ・チクリスタ・ロンバルダ総合優勝。

2003年
- スロベニア国内選手権・個人ロードレースを制覇。

2004年
- ツール・ド・ロマンディ総合4位。

2005年
- ドイツ・ツアー総合6位
- ツール・ド・スイス総合9位。

2007年
- 2度目の国内選手権・個人ロード制覇。
- パリ〜ニース総合4位
- バスク一周総合7位、
- ドーフィネ・リベレ総合9位、
- フレッシュ・ワロンヌ10位。

2008年
- ジロ・デ・イタリア総合13位
- ツール・ド・フランス総合10位。

2009年
- ジロ・デ・イタリア では自己最高位に並ぶ9位。
- ツール・ド・スイスでは、第4ステージから第8ステージまで総合首位に立ったが、最終第9ステージの苦手とする個人タイムトライアルでファビアン・カンチェラーラに逆転され、総合7位に終わった。

2010年
- ジロ・デ・イタリアでは、Ag2rのチームリーダーとして参加予定だったが、同大会直前にUCIがバイオロジカル・パスポートに基づいたドーピング調査を公表した結果、陽性とも陰性とも見分けがつかないという、「グレーゾーン」の立場にあるという結論が出されたことから、急遽参加できなくなってしまった。
- ところが7月29日、スロベニア・アンチドーピング機構は、UCIのバイロジカルパスポートおける疑惑について、それを立証する十分な証拠がないことを表明した[1]。

2011年
- 4月23日、スポーツ仲裁裁判所(CAS)は、UCIのバイオロジカルパスポートを支持し、出場保留が続いているヴァリャヴェツに対し、2011年1月より、2年間の出場停止及び52500ユーロの罰金を下した。また2009年4月19日から9月30日までの期間の成績は全て取消処分となった[2]。

### グランツールにおける記録
山岳巧者として知られ、グランツールでは通算で8回、総合20位以内に入っている。
ツール・ド・フランス
- 2006年 : 17位
- 2007年 : 19位
- 2008年 : 10位

ジロ・デ・イタリア
- 2001年 : 30位
- 2004年 : 9位
- 2005年 : 15位
- 2006年 : 34位
- 2008年 : 13位
- 2009年 : 9位

ブエルタ・ア・エスパーニャ
- 2002年 : 18位
- 2004年 : 26位